# Canchán
'Canchán' est une variété de pomme de terre sélectionnée au Pérou en 1990 dans le cadre d'une collaboration entre le Centre international de la pomme de terre (CIP) et l'Instituto Nacional de Innovación Agraria (INIA).
Cette variété moderne, résistant au mildiou, est la première au Pérou, où elle représente 40 % des surfaces cultivées en pommes de terre dans le pays, soit 120 000 hectares, avec un rendement moyen de 13,3 tonnes à l'hectare.   